# Robert Long
Robert Long (Utrecht, 16 d'octubre de 1943 – Anvers, 13 de desembre de 2006) era un cantautor, un còmic i un presentador televisiu neerlandès. Va debutar amb el nom d'artista Bob Revvel. És conegut tant per a les seves cançons de protesta irrespectuoses com per a balades més íntimes.

## Biografia

### Jovinesa
Va néixer Jan Gerrit Robert Arend (Bob) Leverman a Utrecht però de jove va viure a Ederveen. Sa mare, divorciada, i ell, obertament gai de bona hora, van patir la reprovació de la gent d'aquest poble força beguí i adepte d'un calvinisme auster. En damnar la seva orientació sexual i el seu mode de vida, els veïns, massa religiosos a la seva opinió, van despertar la seva resistència artística. El 1996, dedicarà la cançó «Perebloesem» de l'àlbum «Nu» a l'atmosfera reclusiva del poble d'antany.

### El debut en anglès
Va començar la seva carrera com Bob Revvel en crear el 1963 el grup The Yelping Jackals i després Gloria i Unit Gloria. Les seves primeres cançons en anglès eren força innocents, sobretot quan es comparen a lletra de les futures cançons neerlandeses. L'èxit major del període Gloria era The Last Seven Days. Des del 1972 va començar cantar de solo. Des d'aleshores prendrà el nom Robert Long, una al·lusió a la seva llargària de 1.92 metres.

### Cantautor solo
A l'inici de la seva carrera de solo cantava en anglès, però aviat va escriure ell mateix la lletra de cançons molt crítiques de la política americana i de la societat obtusa neerlandesa. Va durar més de dos anys abans que la seva carrera va prendre embranzida. Finalment, el 1974 va despuntar amb el seu primer àlbum tot en neerlandès «Vroeger of later» (trad.: Més aviat o més tard), del qual va vendre més de mig milió de còpies. Durant 118 setmanes va ser l'àlbum més venut. El segon àlbum «Levenslang» (trad.: Per a tota la vida), va tenir un èxit semblant i per això va rebre el primer dels seus sis premis Edison el 1977.

### Cantautor iconoclasta
Les seves cançons expressaven el neguit de la joventut d'aleshores: contra el capital i pro el medi ambient. Els texts més virulents van dirigir-se contra el cristianisme, el puritanisme calvinista, el papa i el Jesús de Natzaret de certes exegesis beates. A l'àlbum«Vroeger of later», hom va trobar balades romàntiques a les quals exalta l'amor gai, però també la cançó «Jezus redt» (trad.: Jesús salva) de la qual la lletra explícita no va gaire plaure a la burgesia conservadora com es veu en aquesta citació traduïda: «…des de segles, el papa, pare nadal, sinterklaas són mestres i des de segles són estultíssims. […] Aquell (el papa) que empra el seu òrgan només per a pixar, sempre va decidir com milers d'altres han d'emprar-lo.» Això no va impedir el seu èxit, ans al contrari, corresponia a l'atmosfera del temps al qual la gent farta del clericalisme ambient aspirava a més llibertat individual.
Quant més èxit va tenir, com més va provocar. Va continuar la seva lluita contra la burgesia i el calvinisme en tres espectacles que va muntar amb Leen Jongewaard. Va suscitar la ràbia i les invectives dels protestants ortodoxos i del partit polític conservador SGP, de la cadena televisiva evangèlica Evangelische Omroep, dels catòlics i de la parella d'evangelitzadors militants Lucas i Jenny Goeree. Cap autoritat constituïda no era al recer del seu humor decapant.
Tot i continuar la venda dels seus àlbums anteriors, va tenir un altre èxit amb un tema més lleuger «Iedereen doet het» (trad.: Tothom 'ho' fa) el que li va valdre el 1984 el premi Gouden Harp per a la totalitat de la seva carrera fins aleshores.
Als seus darrers espectacles, semblava a primer cop d'ull que Long va esdevenir una mica més clement. Això és una impressió parcialment il·lusòria, com ho provarà el seu darrer CD «‘n Duivels genoegen» (trad.: Un goig diabòlic) (2006), una barreja de cançons líriques i rebel·les.

### La fi de sa vida
Al setembre 2005 va sofrir un infart. Poc després, va casar-se amb el seu amic i empresari, el belga Kristof Rutsaert, més petit de 28 anys. El casament va celebrar-se a la casa de la vila de Baarle-Nassau davant el seu amic des de fa molt de temps, Gerard Cox que va prendre el càrrec de funcionari jurat de l'estat civil especialment per a l'ocasió.
El 13 de desembre de 2006 va morir a Anvers d'un càncer del mesenteri intractable. Van sebollir-lo al cementiri catòlic de La Haia, prop de la tomba d'un amic seu, Dimitri Frenkel Frank. Al sepulcre van erigir una còpia d'una estàtua de l'artista belga George Minne d'un jove agenollat, del qual un dels originals es troba a una font darrere el belfort de Gant.

## Discografia i bibliografia

### Àlbums
- 1974 Vroeger of later
- 1975-1976 Scherts, satire, songs & ander snoepgoed
- 1977 Levenslang
- 1980 Homo Sapiens
- 1984 Dag kleine jongen
- 1984 Liefste, mijn liefste
- 1986 Achter de horizon
- 1988 Hartstocht
- 1988 Goud op zilver
- 1989 Liedjes uit de krullentijd
- 1990 Het onherroepelijke FANTASTICO album
- 1992 Voor mijn vrienden
- 1993 Het allerbeste van
- 1994 In die dagen
- 1994 Uit liefde en respect
- 1996 Nu
- 1997 Uit liefde en respect voor Gershwin
- 1999 Lang genoeg jong
- 2000 Vanavond tussen 8 en 11 LIVE
- 2002 Brand!
- 2006  'n Duivels Genoegen

### Singles
| títol                       | sortit | data d'entrada a la hit parade | posició més alta | nombre de mesos | observacions                                                           |
| Let us try                  | 1973   | 10-2-1973                      | 11               | 7               |                                                                        |
| I believe in love           | 1973   | 20-10-1973                     | 31               | 4               |                                                                        |
| Heeft een kind een toekomst | 1984   | 13-10-1984                     | 30               | 3               |                                                                        |
| Iedereen doet 't            | 1986   | 26-4-1986                      | 9                | 10              |                                                                        |
| Geef ons vrede              | 1987   | 3-1-1987                       | 37               | 3               |                                                                        |
| Ai lof joe so               | 1988   | 27-2-1988                      | tip              |                 |                                                                        |
| Vanmorgen vloog ze nog      | 1988   | 20-10-1988                     | 16               | 7               | amb Martine Bijl, Simone Kleinsma i Robert Paul (del musical Tsjechov) |

### Obra teatral, literària i televisiva
- L'espectacle televisiu Mijn geheim (trad.: El meu secret)
- 10 voor taal, un concurs lingüístic
- Un sèrie de columnes al diari nacional Algemeen Dagblad, de la qual els millors texts van publicar al llibre «Vandaag geen nieuws» (trad.: No hi ha cap notícies avui).
- El musical Tsjechov, ensems amb Dimitri Frenkel Frank i amb la col·laboració dels cantants André van den Heuvel, Rob de Nijs, Simone Kleinsma i Robert Paul. Va ser un èxit als països Baixos, però la versió alemanya va fracassar.
- «Beste Robert, waarde Cees» (trad.: Estimat Robert, benvolgut Cees), la publicació de la seva correspondència amb Cees van der Pluijm que tracta la vida i la mort, l'amor, el sexe, la feina i els col·legues.
- El mateix van der Pluijm va redactar la col·lecció de tota la lletra de les cançons de Long amb el títol «Ik wilde je totaal» (trad.: Et volia completament).
- Junts van escriure la novel·la picaresca i escabrosa «Hete Klippen» (1991.
- Es prepara la publicació del segon volum de la seva correspondència amb Cees van der Pluijm.